# Laurent Del Colombo
Laurent Del Colombo (27 de abril de 1959) es un deportista francés que compitió en judo. Ganó una medalla de bronce en el Campeonato Europeo de Judo de 1981 en la categoría de +95 kg.
Participó en los Juegos Olímpicos de Los Ángeles 1984, donde finalizó quinto en la categoría abierta.

## Palmarés internacional
| Campeonato Europeo | Campeonato Europeo | Campeonato Europeo | Campeonato Europeo |
| Año                | Lugar              | Medalla            | Categoría          |
| ------------------ | ------------------ | ------------------ | ------------------ |
| 1981               | Debrecen (Hungría) | Medalla de bronce  | +95 kg             |